# La solitaria delle Asturie
La solitaria delle Asturie, ossia La Spagna ricuperata è un'opera in cinque parti di Carlo Coccia, su libretto di Felice Romani. Fu rappresentata per la prima volta il 6 marzo 1838 al Teatro alla Scala di Milano ed ebbe «il più felice successo»
Un'opera sullo stesso libretto fu musicata, nel 1840, anche da Saverio Mercadante.

## Cast della prima assoluta
Gli interpreti della prima rappresentazione diretta da Eugenio Cavallini furono i seguenti:
| Personaggio  | Interprete           |
| ------------ | -------------------- |
| La Solitaria | Sofia Schoberlechner |
| Pelagio      | Francesco Pedrazzi   |
| Elvira       | Francilla Pixis      |
| Gusmano      | Cesare Badiali       |
| Ramiro       | Giuseppe Vaschetti   |
| Munuza       | Agostino Berini      |

## Trama
L'azione si svolge nelle Asturie nel 716.

### Parte I
La Spagna è stata occupata dai Mori. In una remota valle delle Asturie, tuttavia, la popolazione si crede ancora al sicuro, certa che gli invasori non si spingeranno fin là. Nei momenti di sconforto, la popolazione si affida alle preghiere ed ai consigli di una misteriosa donna, la Solitaria, che vive appartata tra le montagne. Pelagio è stato un giorno curato e salvato da lei dopo essere stato ferito da una freccia nemica, se ne è innamorato ed ora con l'amico Ramiro la va a cercare. Pelagio professa alla Solitaria il proprio amore, rivelandole di essere stato in passato promesso sposo, senza però averla conosciuta, alla figlia di Giuliano, un condottiero spagnolo che poi ha tradito la patria passando dalla parte dei Mori; Pelagio ha perciò ripudiato il fidanzamento. La Solitaria è turbata, e chiede a Pelagio di non maledire la mancata sposa, dicendosi certa che anche lei ha molto sofferto. La Solitaria rifiuta poi la corte di Pelagio. Poco dopo giungono gli abitanti della valle annunciando l'arrivo dei Mori: la Solitaria prende alcune armi e ne ricopre Pelagio, dicendo che egli sarà il loro salvatore e che il cielo lo protegge.

### Parte II
Nel campo dei Mori, condotti da Gusmano, vengono condotte alcune giovani fatte schiave. Tra loro vi è Elvira, che attira l'attenzione di Gusmano, e gli racconta di non sapere niente di sé: orfana, è stata assistita da una misteriosa donna che vive tra i monti. Dal racconto Gusmano intuisce che si tratta della Solitaria. Proprio la Solitaria giunge al campo, accompagnando Pelagio che ha chiesto di essere ricevuto per un'ambasciata. I due chiedono di liberare Elvira, e la Solitaria si offre di rimanere in cambio della giovane; Gusmano inizialmente rifiuta, allora la Solitaria si toglie il velo e mostra il volto: il condottiero, tra la sorpresa generale, rimane inorridito e stabilisce che Elvira, la Solitaria e Pelagio possano uscire liberi dal campo.

### Parte III
Gli Spagnoli condotti da Pelagio hanno sconfitto i Mori. Elvira, che chiama madre la Solitaria per le cure che questa le ha sempre prestato, viene informata del proprio vero stato: ella è la figlia del re Rodrigo, che regnava sulle Asturie prima del sopravvento degli invasori. Ora che questi sono stati sconfitti da Pelagio, la Solitaria dice che ad Elvira sarà restituito il trono, e impone che lei e Pelagio si uniscano in matrimonio, vincendo le iniziali resistenze dello stesso Pelagio.

### Parte IV
La Solitaria riesce a penetrare nel campo dei Mori ormai prossimi alla definitiva sconfitta. Dal dialogo tra lei e Gusmano si scopre la verità: la Solitaria è Florinda, la figlia di Gusmano, cioè il conte Giuliano, come era chiamato prima di passare con i musulmani. Gusmano, che ha chiamato i nemici dall'Africa provocando la strage della sua gente, cerca inutilmente di difendere le proprie scelte ricordando alla figlia gli oltraggi subiti da Rodrigo. La Solitaria dice di avere giurato di salvare la Spagna per riscattare il proprio disonore e scongiura il padre di fuggire, perché ormai per lui e i suoi non c'è più scampo, ma Gusmano rifiuta.

### Parte V
Mentre gli Spagnoli gioiscono per la vittoria finale, viene condotta tra loro la Solitaria morente, ferita da un colpo nemico. Ella rivela a Pelagio ed Elvira la propria vera identità, e racconta di avere ricondotto Gusmano all'antica fede, poi si appresta a morire nel dolore generale, contenta di essersi riscattata salvando la Spagna: ora non verrà più chiamata La Cava, cioè La malvagia, appellativo che le era stato dato in segno di disprezzo.

## Struttura musicale
- Sinfonia

### Atto I
- N. 1 - Introduzione Figli d'Asturia (Coro)
- N. 2 - Cavatina della Solitaria Una fatale immagine
- N. 3 - Duetto fra Pelagio e la Solitaria Qual soffrì supplizio atroce
- N. 4 - Finale I I Mori! I Mori!... avanzano (Coro, Rinaldo, Pelagio, Solitaria)

### Atto II
- N. 5 - Coro e Duetto fra Elvira e Gusmano Dove siam tratte? ahi! misere! - Ah se la sua bell'anima
- N. 6 - Finale II Tergi il pianto, e rassicura (Solitaria, Pelagio, Elvira, Coro, Gusmano, Muniza)

### Atto III
- N. 7 - Introduzione Lieto dì! La vittoria fu piena... (Coro)
- N. 8 - Terzetto fra la Solitaria, Elvira e Pelagio Al mio sen deponi, o vergine

### Atto IV
- N. 9 - Coro ed Aria di Gusmano Ebben? Vedeste - È la notte che mi reca
- N. 10 - Duetto fra la Solitaria e Gusmano Tu stesso, che infame

### Atto V
- N. 11 - Coro ed Aria di Pelagio Vittoria! Vittoria! S'inseguano i vinti - Con la fronte al suol prostata (Pelagio, Coro, Ramiro)
- N. 12 - Aria Finale della Solitaria Non fremete. Il nome atroce (Solitaria, Pelagio, Elvira, Coro)